# Michael Leegaard
Michael Nicolai Leegaard, född 1 maj 1859 i Larvik, död 23 maj 1936 i Oslo, var en norsk ingenjör och Stortingsledamot (Høyre). Han var bror till Christopher Blom Leegaard.
Leegaard studerade 1874–77 vid Kristiania tekniske skole och 1877–81 vid Polytechnikum i Dresden, där han 1881 tog diplomexamen. Samma år anställdes han i Statens vegvesen. År 1885 övergick han efter tre års vistelse i Frankrike och Storbritannien till hamnväsendet, där han från 1892 var distriktsingenjör. Från 1918 var han överingenjör vid norska hamnväsendet.
Leegaard var under följd av år ordförande först i Polyteknisk, senare i Ingeniør- og arkitektforeningen och innehade flera andre opolitiska förtroendeuppdrag. Han valdes 1909 till stortingsrepresentant för Uranienborg krets i Kristiania och blev 1910 ordförande i Kristiania næringsparti.